# Anatole Taubman
Anatole Taubman (Zúrich, Suiza, 23 de diciembre de 1970) es un actor suizo conocido por su interpretación en películas como Quantum of Solace (2008), Venganza (2008) o Capitán América: el primer vengador (2011).

## Biografía
Anatole nació en Zúrich, Suiza. Su padre proviene de Königsberg (anteriormente Alemania, ahora Rusia) y su madre de Viena (Austria). En 1991 finalizó sus estudios de bachillerato en el famoso internado suizo de la Abadía de Einsiedeln.
En 1994 se graduó en la escuela de arte dramático Circle in the Square, en Nueva York. Cuatro años más tarde consiguió debutar en televisión con un cameo en la serie Die Männer vom K3, siguiéndole a esta en el mismo año otra serie llamada Zwei allein y la película televisiva Drei Tage Angst, con las que empezó a labrar su carrera como actor.
En 1999 y tan solo un año después de debutar en televisión, realizaba su primer trabajo para la gran pantalla, interpretando al Marschall Michel Ney en la película alemana Die Braut, protagonizada por Verónica Ferre, Herbert Knaup y Sibylle Canonica entre otros. El film dramático fue dirigido por el director y guionista alemán Egon Günther.
Domina con fluidez el inglés, francés, alemán suizo, alemán e italiano. Además es cosmopolita, lo que supone un punto a favor en su carrera artística.
Ha trabajado como actor en numerosos proyectos, entre los que se encuentran películas, series de televisión, cortometrajes y películas televisivas, además de ofrecer su voz para la versión original del videojuego Alerta Cobra en el año 2000.
Taubman es un gran defensor de los niños, por lo que es portavoz de UNICEF en su país natal, Suiza. También es miembro de la Academia de Cine Europeo y de la Academia Alemana de Cine, siendo esta última la que más miembros alberga (297), seguida de la británica (281) y la francesa (215), componiendo un total de 19 academias de cine.

## Filmografía

### Cine
| Año  | Película                            | Papel                     | Director           |
| ---- | ----------------------------------- | ------------------------- | ------------------ |
| 2014 | Northmen: A Viking Saga             | Bovarr                    | Claudio Fäh        |
| 2014 | Im Schatten des Spiegels            | Ignaz                     | David Rühm         |
| 2014 | Der Kreis                           | Felix                     | Stefan Haupt       |
| 2014 | Inspektor Jury - Der Tote im Pub    | Marshall Trueblood        | Edzard Onneken     |
| 2013 | Grüningers Fall                     | Sidney Dreifuss           | Alain Gsponer      |
| 2013 | Tempo Girl                          | Andreas Orlow             | Dominik Locher     |
| 2013 | Frau Ella                           | Rudolph                   | Markus Goller      |
| 2013 | Lost Place                          | Falk Geisinger            | Thorsten Klein     |
| 2013 | El quinto poder                     | Holger Stark              | Bill Condon        |
| 2013 | Los cinco y el misterio de la joya  | Agente Peter Turner       | Mike Marzuk        |
| 2012 | Las aventuras de los cinco          | Agente Peter Turner       | Mike Marzuk        |
| 2011 | Resistance                          | Sebald                    | Amit Gupta         |
| 2011 | Capitán América: el primer vengador | Roeder                    | Joe Johnston       |
| 2011 | Largo Winch II                      | Beaumont                  | Jérôme Salle       |
| 2009 | Die Päpstin                         | Anastasius                | Sönke Wortmann     |
| 2009 | Same Same But Different             | Director del hotel        | Detlev Buck        |
| 2009 | Coco Chanel & Igor Stravinsky       | Arthur 'Boy' Capel        | Jan Kounen         |
| 2008 | Secretos de estado                  | Daniel                    | Philippe Haïm      |
| 2008 | Quantum of Solace                   | Elvis                     | Marc Forster       |
| 2008 | Speed Racer                         | Reportero Fuji            | Hermanos Wachowski |
| 2008 | Venganza                            | Dardan                    | Pierre Morel       |
| 2007 | Mörderischer Frieden                | Enver                     | Rudolf Schweiger   |
| 2007 | La marca del lobo                   | Camarero                  | Katja von Garnier  |
| 2007 | Marmorera                           | Simon Cavegn              | Markus Fischer     |
| 2006 | Fay Grim                            | Jallal                    | Hal Hartley        |
| 2006 | Rohtenburg                          | Hombre impaciente         | Martin Weisz       |
| 2006 | Aphrodites Nacht                    | Hans                      | Carolin Otto       |
| 2006 | Æon Flux                            | Padre de Sasha Prillo     | Karyn Kusama       |
| 2003 | Mi nombre es Bach                   | Friedemann 'Frieder' Bach | Dominique de Rivaz |
| 2003 | Luther                              | Otto                      | Eric Till          |
| 2002 | Equilibrium                         | Técnico del crematorio    | Kurt Wimmer        |
| 2002 | Mask Under Mask                     | Valdez de Corazón         | Markus Goller      |
| 2001 | Be.Angeled                          | Aaron                     | Roman Kuhn         |
| 1999 | Die Braut                           | Marschall Michel Ney      | Egon Günther       |

### Televisión
| Año         | Título                           | Papel                      | Director                     | Episodios      |
| ----------- | -------------------------------- | -------------------------- | ---------------------------- | -------------- |
| 2017-2020   | Dark                             | Bernd Doppler              | Jantje Friese, Baran bo Odar |                |
| 2014        | Inspektor Jury - Der Tote im Pub | Marshall Trueblood         | Edzard Onneken               | Película de TV |
| 2014        | Der Kriminalist                  | Roland Falkenberg          | Christian Görlitz*           | 1 episodio     |
| 2013 - 2014 | El lugar del crimen              | Dreyfuss, Olaf Böhm        | Hartmut Griesmayr*           | 2 episodios    |
| 2013        | Alerta Cobra                     | Henk van Bergen            | Heinz Dietz*                 | 1 episodio     |
| 2012        | Sechzehneichen                   | Ansgar Fischer             | Hendrik Handloegten          | Película de TV |
| 2012        | Operation Zucker                 | Uwe Hansen                 | Rainer Kaufmann              | Película de TV |
| 2011        | Lisas Fluch                      | Frank Schneider            | Petra Katharina Wagner       | Película de TV |
| 2010        | Los pilares de la Tierra         | Remigius                   | Sergio Mimica-Gezzan         | 8 episodios    |
| 2008        | Los Tudor                        | Jean Rombaud               | Ciaran Donnelly*             | 1 episodio     |
| 2008        | El quinto mandamiento            | Dr. Jens Deißmann          | Florian Kern*                | 4 episodios    |
| 2008        | Waking the Dead                  | Stevan Steznovic           | Andy Hay*                    | 2 episodios    |
| 2008        | El viejo                         | Ansgar Groll               | Helmut Ashley*               | 1 episodio     |
| 2008        | Voici venir l'orage...           | Ernst                      | Nina Companeez               | 2 episodios    |
| 2008        | Versailles, le rêve d'un roi     | Visitante alemán           | Thierry Binisti              | Película de TV |
| 2007        | Spooks                           | Fernando Torres            | Alrick Riley*                | 1 episodio     |
| 2007        | Das Duo                          | Malte Holk                 | Peter Fratzscher*            | 1 episodio     |
| 2006        | Charlotte Link: Die Täuschung    |                            | Michael Steinke              | Película de TV |
| 2005        | Steinschlag                      |                            | Judith Kennel                | Película de TV |
| 2005        | Hex                              | Rafael Arcángel            | Brian Grant*                 | 3 episodios    |
| 2000 - 2005 | Wolffs Revier                    | Erik, Daniel               | Michael Mackenroth*          | 2 episodios    |
| 2005        | Anjas Engel                      | Philippe "Speedy" Scherrer | Pascal Verdosci              | Película de TV |
| 2004        | Fremde im Paradies               | Paul                       | Manuel Siebenmann            | Película de TV |
| 2004        | Foyle's War                      | Raimund Weiser             | Jeremy Silberston*           | 1 episodio     |
| 2004        | Inspektor Rolle                  | Daniel Thoma               | Jörg Grünler*                | 1 episodio     |
| 2003        | P.O.W.                           | Comandante Dreiber         | Roger Gartland*              | 6 episodios    |
| 2003        | Moritz                           | Andi Moser                 | Stefan Haupt                 | Película de TV |
| 2003        | Servants                         | Felix Kraus                | Hettie Macdonald*            | 6 episodios    |
| 2003        | Polizeiruf 110                   | Marc Giacomello            | Helmut Krätzig*              | 1 episodio     |
| 2003        | SOKO Leipzig                     | Marcello                   | Oren Schmuckler*             | 1 episodio     |
| 2003        | Die Pfefferkörner                | Paolo                      | Klaus Wirbitzky*             | 1 episodio     |
| 2002        | Die Cleveren                     | Markus Jacob               | Axel de Roche*               | 2 episodios    |
| 2001        | Todeslust                        | Alexander                  | Michael Keusch               | Película de TV |
| 2001        | Hermanos de sangre               | Otto Herzfeld              | David Frankel*               | 1 episodio     |
| 2001        | Victor - Der Schutzengel         | Roy                        | Michael Keusch*              | 1 episodio     |
| 2000        | Mein absolutes Lieblingslied     |                            | Henriette Kaiser             | Película de TV |
| 2000        | Der Puma - Kämpfer mit Herz      | Horst Prenzel              | Michael Schneider*           | 1 episodio     |
| 2000        | Comisario Brunetti               | Roberto 'Roberta' Canale   | Sigi Rothemund*              | 1 episodio     |
| 2000        | Monsignor Renard                 | Teniente Heinrich Beckmann | Malcolm Mowbray*             | 4 episodios    |
| 1999        | Doppelter Einsatz                | Markus                     | Peter Keglevic*              | 1 episodio     |
| 1998        | Drei Tage Angst                  |                            | Klaus Knoesel                | Película de TV |
| 1998        | Zwei allein                      |                            |                              |                |
| 1998        | Die Männer vom K3                |                            | Gero Erhardt*                | 1 episodio     |

[*] Al haber una gran cantidad de directores, se indica únicamente el que más episodios ha dirigido.

### Cortometrajes
| Año  | Título    | Papel  | Director      |
| ---- | --------- | ------ | ------------- |
| 2004 | Transport | Herold | Silvio Helbig |

### Videojuegos
| Año  | Título       | Papel            |
| ---- | ------------ | ---------------- |
| 2000 | Alerta Cobra | Van Bergen (voz) |